# Tomasz Sobecki
Tomasz Sobecki (ur. 1952 w Toruniu) – polski fotografik, doktor sztuki.

## Życiorys
Absolwent klasy matematyczno-fizycznej IV Liceum Ogólnokształcącego im. Tadeusza Kościuszki w Toruniu – matura 1971 oraz Uniwersytetu Mikołaja Kopernika – magisterium 1977, obronił doktorat z fotografii (2013) na Wydziale Operatorskim i Realizacji Telewizyjnej Państwowej Wyższej Szkoły Filmowej, Telewizyjnej i Teatralnej im. Leona Schillera w Łodzi.

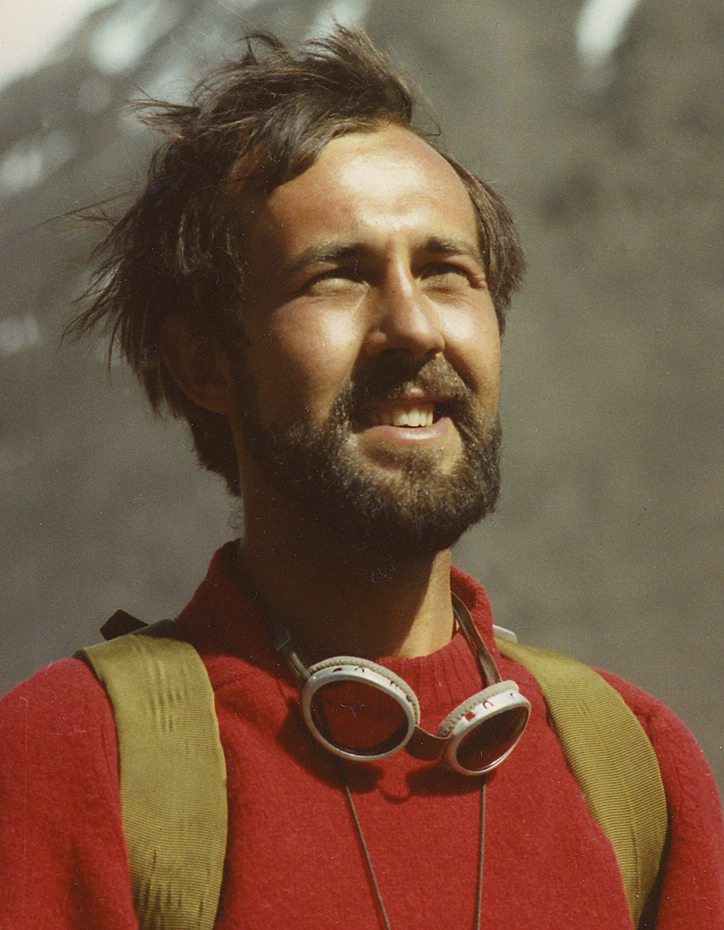
Tomasz Sobecki - Hindukusz

W czasie studiów i w pierwszym okresie życia dorosłego zajmował się alpinizmem (Tatry, Alpy Francuskie, Hindukusz) oraz naukami przyrodniczymi – głównie geomorfologią.
Równolegle ze studiami przyrodniczymi systematycznie brał udział w edukacji alternatywnej (niezależnej od cenzury państwa epoki PRL) Duszpasterstwa Akademickiego oo. Jezuitów w Toruniu. Uczestniczył w wykładach i dyskusjach znamienitych intelektualistów polskich, m.in. Józefa Tischnera, Tadeusza Mazowieckiego, Jana Andrzeja Kłoczowskiego, Michała Hellera, które miały rangę „uniwersytetu latającego” – opozycyjnego ruchu intelektualistów w czasach PRLu.
Mistrzem wprowadzającym w świat sztuki, zarazem przyjacielem i mentorem pierwszych zagranicznych wystaw fotograficznych był Władysław Hasior. Wpływ na kształtowanie postawy artystycznej miały kontakty z wieloma wybitnymi artystami polskimi, m.in. Tadeuszem Brzozowskim, Jackiem Sienickim, Stanisławem Rodzińskim oraz ich sztuką.
W 1980 roku, po poważnym wypadku alpinistycznym, obrał za cel życiowy fotografię artystyczną, równolegle pracując jako nauczyciel języka angielskiego w toruńskich liceach.
Począwszy od roku 1986 był zapraszany do udziału w polskich i międzynarodowych sympozjach fotografików:
- Fotografowie własnych dróg – Skoki ’86 – indywidualne zaproszenie wraz z prezentacją autorską na sympozjum w Skokach pod Poznaniem zorganizowane przez Radę Artystyczną ZPAF i PWSSP w Poznaniu.
- FOTOGRAFII CZAS PRZESZŁY I TERAŹNIEJSZY. Udział w sympozjum połączony z wystąpieniem autorskim – Legnica 1990.
- ZMIANA WARTY (w fotografii) – sympozjum zorganizowane przez Krzysztofa Jureckiego oraz Krzysztofa J. Cichosza w GALERII FF w Łodzi 1991
- KONFRONTACJE FOTOGRAFICZNE – udział w sympozjum i wystawie na indywidualne zaproszenie krytyka fotografii Krzysztofa Jureckiego (limit – pięciu zapraszanych artystów) w wydarzeniu realizowanych cyklicznie przez Biuro Wystaw Artystycznych w Gorzowie Wielkopolskim 1992.
- FOTOGRAFIA W DOBIE PRZEMIAN – SKOKI’96. Udział na indywidualne zaproszenie ZPAF O. Poznań w sympozjum organizowanym przez ZG ZPAF oraz PWSSP w Poznaniu w połączeniu z autorską prezentacją dokonań artystycznych.
- ARS BALTICA – Fotografia Krajów Nadbałtyckich. Udział na indywidualne zaproszenie w międzynarodowym sympozjum współfinansowanym ze środków Unii Europejskiej zorganizowanym przez Biuro Wystaw Artystycznych ARSENAŁ w Poznaniu 1997.

oraz projektantów wydawnictw i designerów:
- Międzynarodowe Sympozjum Projektantów MEDIATECA (na indywidualne zaproszenie) połączone z wystawą zrealizowanych wydawnictw oraz prowadzeniem warsztatów na Uniwersytecie w Brasov (Rumunia 1999)
- Udział w międzynarodowej konferencji DESIGN INNOVATION and CREATIVE PROBLEM SOLVING WORKSHOP 15 - 17 stycznia 2015 Wydział Designu Indian Institute of Technology w Hajdarabadzie (Indie).

W latach 1990–2013 był aktywnym członkiem interdyscyplinarnego stowarzyszenia twórców: Związek Polskich Artystów Plastyków Polska Sztuka Użytkowa (ZPAP PSU). W ramach tegoż Związku był pomysłodawcą i współtwórcą Konkursu Wydawnictw Reklamowych IDEA, który prowadził w latach 1996–2000, a także inicjatorem i kuratorem wystawy pokonkursowej European Design Annual EDA’98 w Galerii Sztuki Wozownia w Toruniu.
W latach 1991–2015 prowadził studio zajmujące się pełną realizacją wydawnictw promocyjnych: FOTOGRAFIA – GRAFIKA – WYDAWNICTWA z wykorzystaniem nowoczesnych technik komputerowych i drukarskich. Za realizacje kalendarzy plakatowych oraz wieloplanszowych Agencja – Vi –, a następnie STUDiO’Vi uzyskało nagrody ogólnopolskie i międzynarodowe m.in.: IDEA'86, VIDICAL'88, European Design Annual EDA'89, VIDICAL’11 (2012). Równolegle nie zaniedbywał własnej działalności artystycznej.

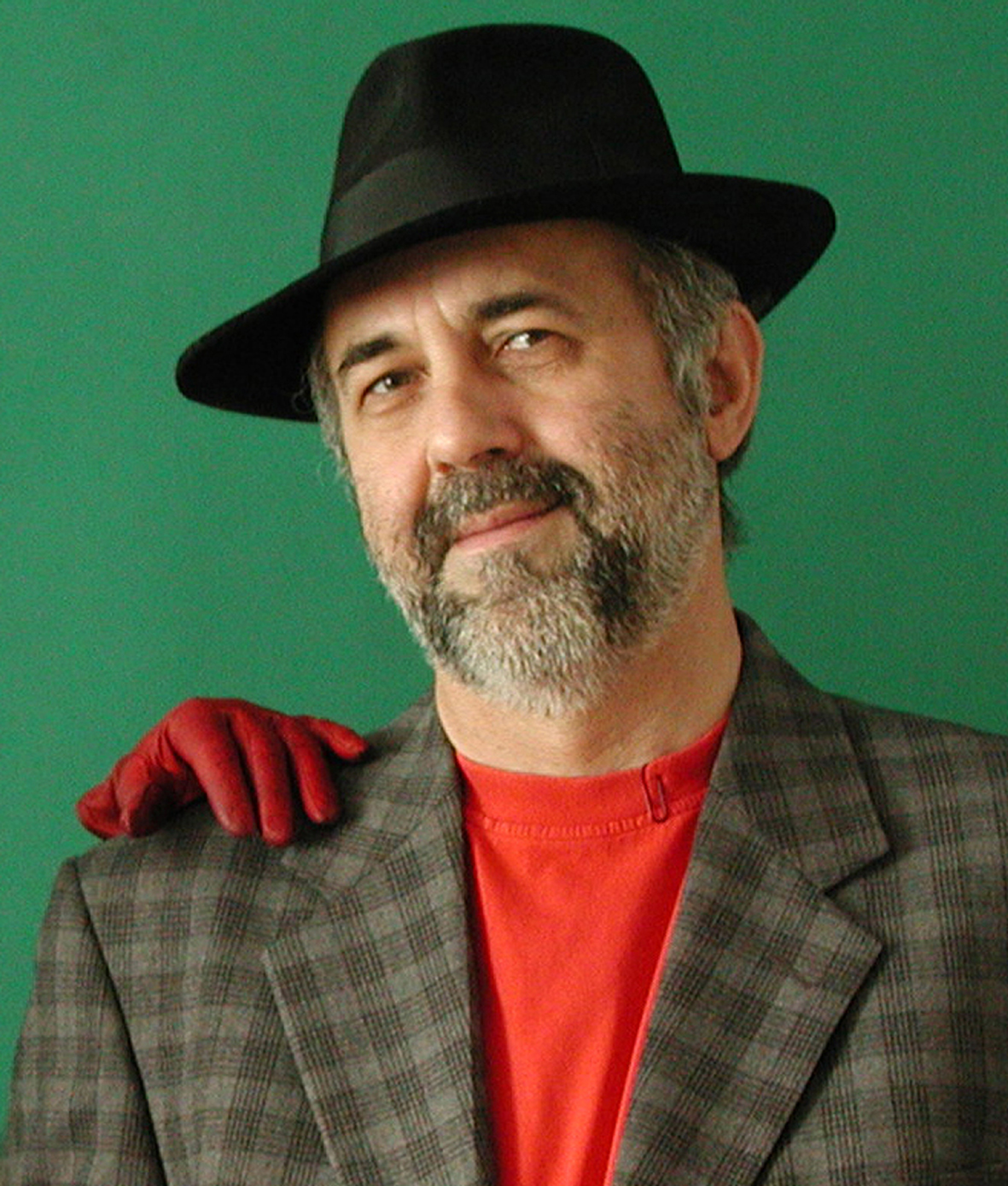
Tomasz Sobecki, 2000 - STUDiO’Vi

Inspiracją dla jego działań twórczych jest światowe dziedzictwo kulturowe, poczynając od sacrum gotyku (z racji mieszkania w gotyckim Toruniu) poprzez dokonania starożytnych Egipcjan (piramidy) po światową architekturę współczesną – drapacze chmur Chicago i Nowego Jorku. Źródłem inspiracji artystycznej są także dokonania artystów różnych dziedzin sztuki: Stanisława Ignacego Witkiewicza, Franciszka Starowieyskiego, Władysława Hasiora, Alexandra Caldera, Francisa Bacona i innych. W jego pracach znajdziemy też interpretacje plastyczne bogactwa form, dynamiki i przestrzeni przyrody, różnorodności kulturowych miast świata oraz analizę osobowości wybitnych postaci sztuki i nauki – ich portrety.
Charakterystycznym sposobem pracy twórczej jest zgłębianie wybranych tematów aż do wyczerpania potencjału poznawczego oraz wyeksploatowania obranej formy plastycznej.
Fotografię traktuje jako integralną część sztuk wizualnych o unikatowych walorach formalnych. W procesie tworzenia eksplorował: ekspresję fotografii czarno-białej, (m.in. cykl SACRUM GOTYKU), walory fotografii barwnej (m.in. cykle KOLOR WIATRU oraz LEKKOŚĆ ZIEMI), elektroniczną transformację kolorów (m.in. cykle ALCHEMIA MORZA, SZALONE LOKOMOTYWY – KU CHWALE WITKACEGO), łączenie fotografii z instalacjami (cykle: IDEA PIRAMID; PIRAMIDY, PIRAMIDY; MOBILE I STABILE – w stadium koncepcji); zgłębia też od strony formy plastycznej relację fotografia – film (DYNAMIKA MIASTA – EKSPRESJA FOTOGRAFII).

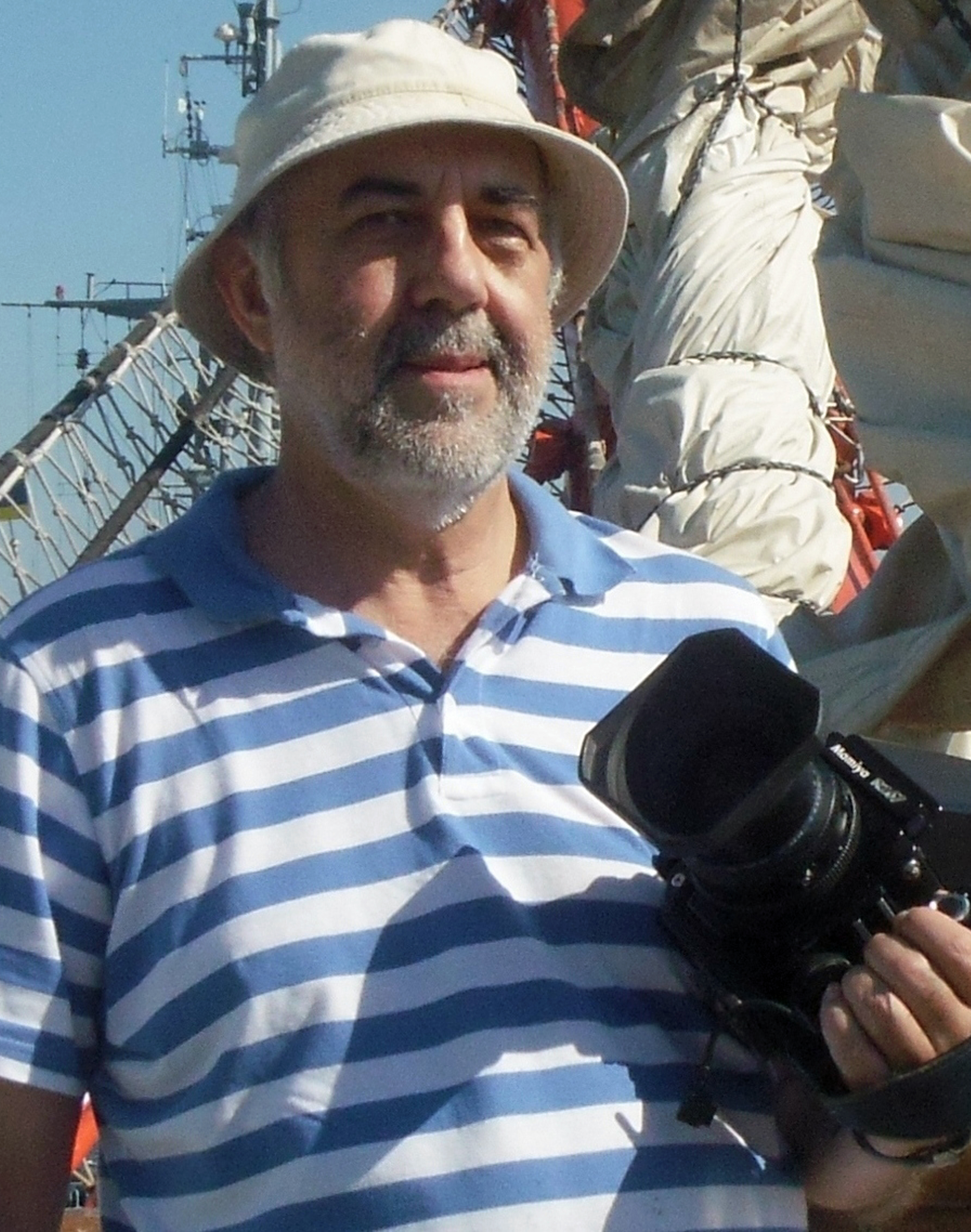
Tomasz Sobecki 2011 - GDYNIA

Otrzymał referencje oraz wypowiedzi analityczne dotyczące kształtu artystycznego jego dokonań artystycznych autorstwa znamienitych krytyków sztuki, artystów i intelektualistów m.in. prof. Konrada Górskiego, Władysława Hasiora, prof. Stefana Wojneckiego, ks. prof. Stanisława Pasierba, Ryszarda Bobrowskiego, ks. prof. Waldemara Chrostowskiego, prof. Karola Myśliwca, dr. Krzysztofa Jureckiego, dr Alicji Saar-Kozłowskiej, ks. prof. Michała Janochy, prof. Hanny Ratusznej, prof. Prota Jarnuszkiewicza, prof. Wiesława Smużnego, prof. Aleksandra Błońskiego, prof. Piotra Karczewskiego, prof. Jerzego Olka i innych.
W roku 2009 założył i prowadził w Toruniu galerię etiud pod nazwą GALERiA’Vi.
Zgodnie z sugestiami środowiska fotograficznego (m.in. prof. Jerzego Olka) w roku 2012 złożył wniosek o otwarcie przewodu doktorskiego w PWSFTViT w Łodzi. Rekomendacji dla otwarcia doktoratu udzielili: prof. Stefan Wojnecki (UA w Poznaniu), prof. Wojciech Hora (UTP w Bydgoszczy) oraz dr hab. Piotr Karczewski (ASP w Łodzi).

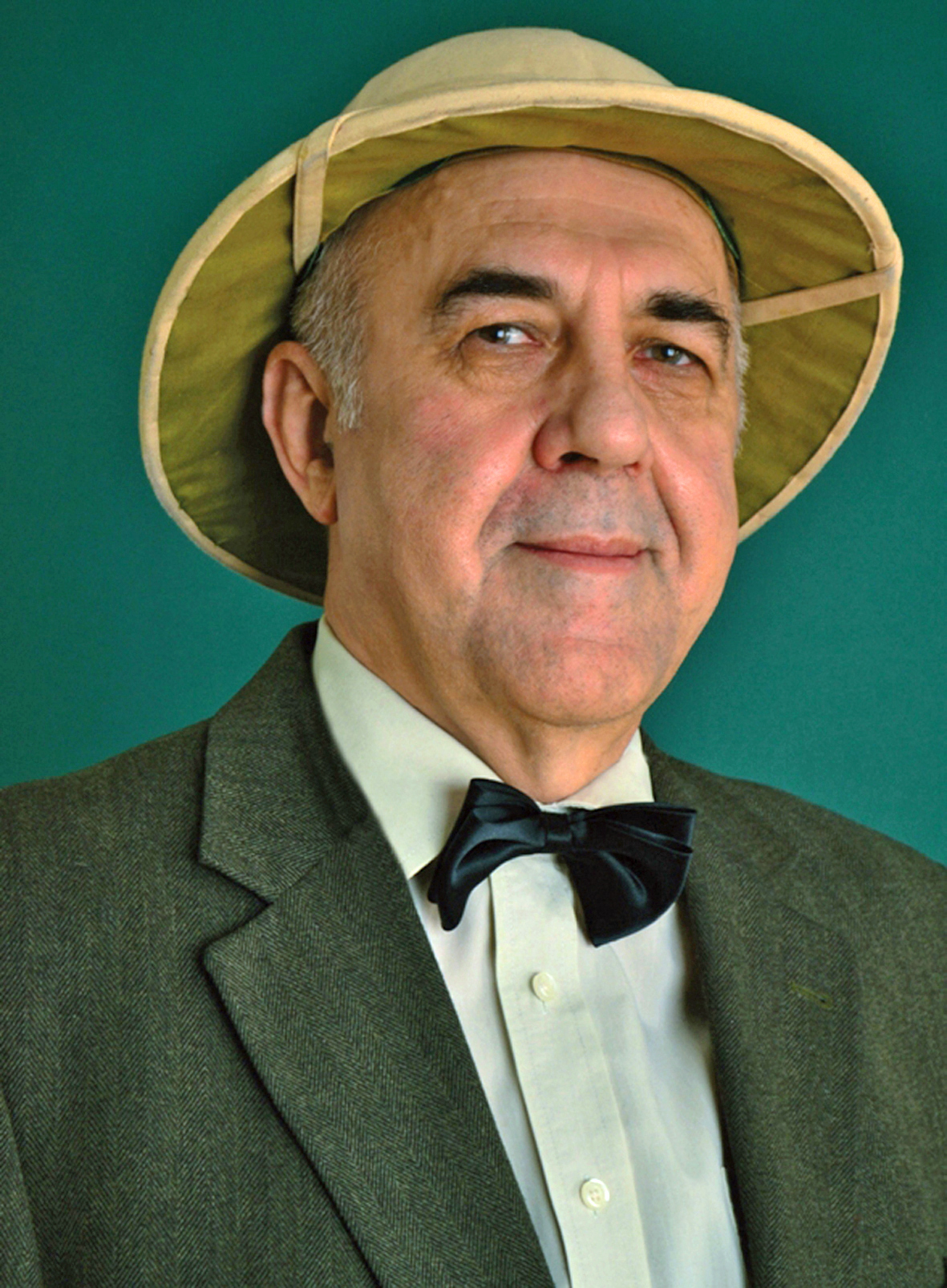
Tomasz Sobecki 2014

W czerwcu 2013, broniąc pracę IDEA PIRAMID, uzyskał stopień naukowy doktora sztuki w zakresie fotografii na Wydziale Operatorskim i Realizacji Telewizyjnej łódzkiej FILMÓWKI – Państwowej Wyższej Szkoły Filmowej, Telewizyjnej i Teatralnej. Promotorem był dr hab. Mirosław Ledwosiński, a recenzentami prof. Andrzej P. Bator oraz dr hab. Andrzej Musiał.

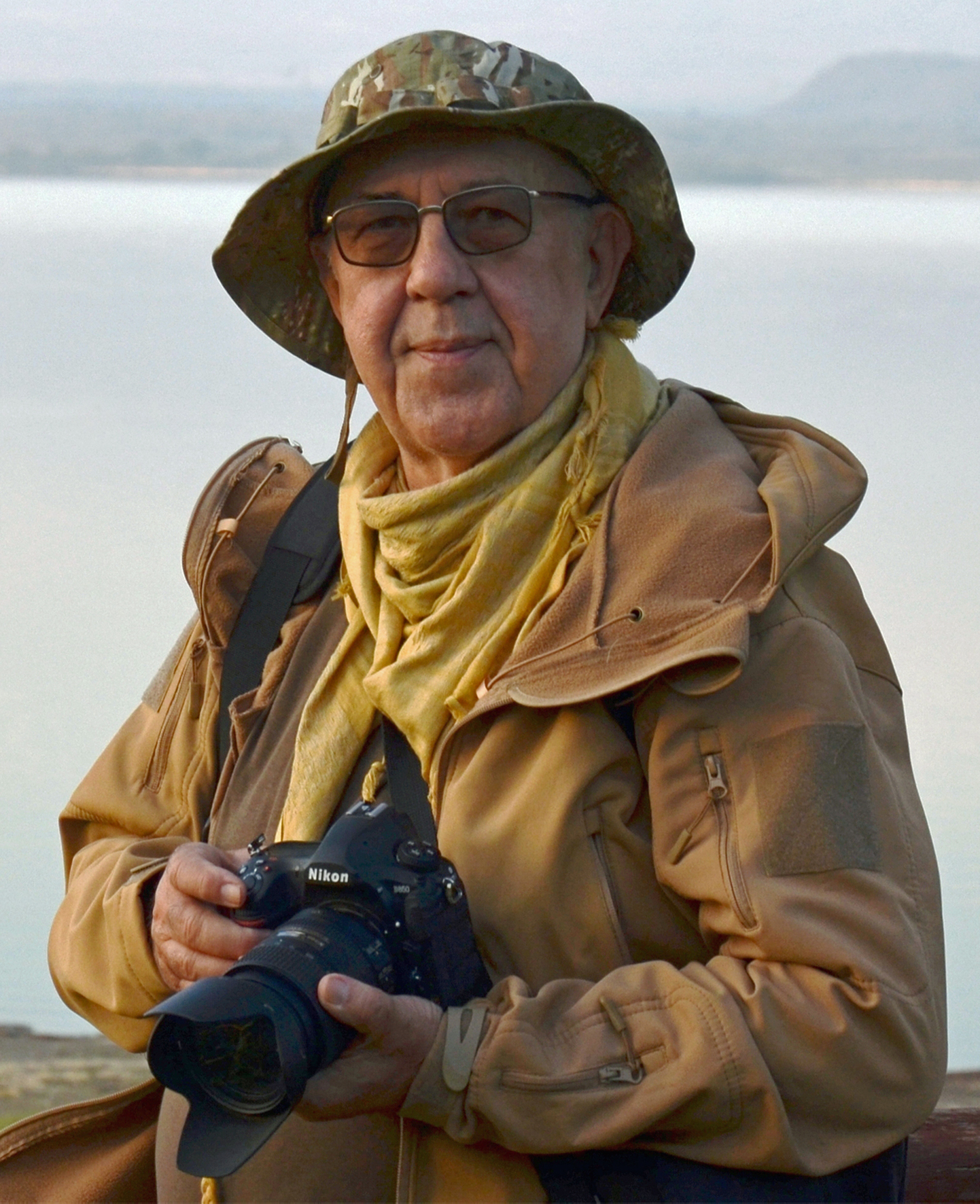
Tomasz Sobecki

## Stypendia polskie i zagraniczne
- 1990 – stypendium artystyczne Ministerstwa Spraw Zagranicznych Królestwa Hiszpanii
- 1991 – 1993 stypendium artystyczne Ministerstwa Kultury i Sztuki  Rzeczypospolitej Polskiej
- 2017, 2019 – stypendium artystyczne Funduszu Popierania Twórczości przy ZAiKS
- 2017, 2019, 2023 – Stypendium Artystyczne Marszałka Województwa Kujawsko-Pomorskiego
- 2024 – Stypendium Artystyczne Prezydenta Miasta Torunia

Zrealizował wiele wystaw w prestiżowych polskich oraz zagranicznych galeriach artystycznych i fotograficznych – patrz również spis chronologiczny – jak również w nietypowych przestrzeniach publicznych, np. Metropolitan Cathedral w Liverpoolu (1983) – katedra katolicka, Coventry Cathedral (1983) – katedra anglikańska, biblioteka St. Louis University – USA (1991), Carski Dworzec Kolejowy w Aleksandrowie Pogranicznym – obecnie Kujawskim (2006), Monesterio de Pedralbes – gotycki klasztor i oddział muzeum MUHBA w Barcelonie (2010), główny plac Bajterek stolicy Kazachstanu Astanie (2011), międzynarodowy port lotniczy O’Hare w Chicago (2013), aula uczelni Indian Institute of Technology in Hiderabad (2015), Wielka Synagoga w Tykocinie - oddział Muzeum Podlaskiego i zarazem miejsce kultu religijnego (2023) oraz inne.

## Wystawy indywidualne w krajach Europy
Wielka Brytania (1983) The PRAYER in a GOTHIC CATHEDRAL:
- Liverpool Metropolitan Cathedral
- Coventry Cathedral
- Coventry (Lanchester) Polytechnic

Szwajcaria: Rapperswil (1985) GOTYK – KSZTAŁT I ŚWIATŁO – Muzeum Polskie  w Rapperswil
Finlandia: Äänekoski (1990)
- GOTYK – KSZTAŁT I ŚWIATŁO w Miejskim Centrum Kultury
- PERSPEKTYWA w hallu Urzędu Miasta Äänekoski

Hiszpania (2010) GOTHIC SACRUM:
- Barcelona: Muzeum Historii Miasta (MUHBA)
- Pampeluna: Galeria Miejska CONDE DE RODEZNO

Niemcy (2021): DYNAMIKA MIASTA – EKSPRESJA FOTOGRAFII w ramach Międzynarodowego Festiwalu Nowej Sztuki LABIRYNT – Frankfurt nad Odrą oraz aneks do tego cyklu w Centrum Kultury w Słubicach
Słowacja (2023) TORUŃ – MIASTO KOPERNIKA:
- Bratysława – Instytut Polski
- Bańska Bystrzyca – Państwowa Biblioteka Naukowa.

## Wystawy indywidualne w różnych krajach świata (poza Europą)
Stany Zjednoczone Ameryki Północnej: St. Louis (1991) oraz Chicago (2013):
- 1991 – MIASTO – WCZORAJ Public Policy Research Center – UNIVERSITY OF MISSOURI w St. Louis
- 2013 – POLSKIE MIASTA  James  R.  Thompson Center oraz port lotniczy O’Hare w Chicago

Wenezuela: Caracas (1991) Reprezentował na Międzynarodowym Festiwalu Sztuki cyklem KSZTAŁT ŚWIATŁA sztukę polską lat 80. jako jeden z pięciu wybranych artystów, na zaproszenie Ministerstwa Kultury i Sztuki RP; kurator Nawojka Cieślińska.
Kazachstan: Astana (2011) POLSKIE MIASTA – INACZEJ – wystawa plenerowa na głównym placu stolicy kraju Astany z okazji objęcia przez Polskę prezydencji w Unii Europejskiej
Australia: Sydney (2014) WARSAW – SUCCESS CITY - wystawa plenerowa w powiązaniu z 25 rocznicą pierwszych (częściowo wolnych) wyborów do parlamentu RP
Indie: Hajdarabad (2015) MAGIC TORUN - aula państwowej uczelni wyższej Indian Institute of Technology (IITH)
Brał też udział, prezentując wybrane prace, w międzynarodowych wystawach zbiorowych sztuki prowadzonych przez instytucję SZTUKA POLSKA w Belgii i Republice Federalnej Niemiec, a także w pokonkursowej wystawie fotografii ŚWIAT ŚNIEGU w Japonii.

## Najbardziej znane cykle fotograficzne
- MODLITWA W GOTYCKIEJ KATEDRZE 1981
- GOTYK – KSZTAŁT I ŚWIATŁO 1985
- KRUCYFIKS 1983/1993
- KSZTAŁT ŚWIATŁA 1991
- PERSPEKTYWA 1987/2008
- MIASTO – WCZORAJ 1988–1992
- KOLOR WIATRU 1996
- TWARZ – NA PRZEKÓR WITKACEMU 2002. Dialog artystów różnych dziedzin sztuki (fotografik – malarz) z udziałem zaproszonego do współpracy Franciszka Starowieyskiego, polegający na zgłębianiu relacji portret – autoportret.
- MIASTA – INACZEJ 2005
- SZALONE LOKOMOTYWY – KU CHWALE WITKACEGO 2006
- IDEA PIRAMID 2002–2012, doktorat 2013
- WARSZAWA – MIASTO SUKCESU 2014
- MAGICZNY TORUŃ 2007/2015/2023
- MIASTA, MIASTA 2013–2017
- DYNAMIKA MIASTA 2014–2022
- PIRAMIDY, PIRAMIDY 2014, 2023, 2024 – rozwinięcie doktoratu IDEA PIRAMID.

## Dokonania naukowe
Prowadził jako adiunkt w różnych okresach i formie zajęcia z fotografii dla kulturoznawców i dziennikarzy na uczelniach: Uniwersytet Mikołaja Kopernika w Toruniu, Uniwersytet Łódzki – również w języku angielskim, Uniwersytet Kazimierza Wielkiego w Bydgoszczy, a także dla słuchaczy Bydgoskiej Akademii Fotografii oraz zajęcia z fotografii artystycznej na Wydziale Grafiki ASP w Gdańsku.
W roku 2015 został zaproszony jako visiting professor przez Wydział Designu Indian Institute of Technology w Hajdarabadzie (Indie), gdzie prowadził zajęcia z fotografii ze studentami Wydziału Designu oraz grupą ogólnouczelnianą.
Był promotorem prac inżynierskich na Uniwersytecie WSB MERITO Toruń oraz został powołany decyzją Rady Wydziału Operatorskiego PWSFTViT w Łodzi na promotora pomocniczego przewodu doktorskiego.
Brał udział w konferencjach naukowych powiązanych ze sztuką:
- FILOZOFIA – SZTUKA. VIII Festiwal Filozofii. Udział połączony z referatem i wystawą prac – Uniwersytet Warmińsko-Mazurski (Olsztyn 2015)
- PIĘKNO W SACRUM. Politechnika Białostocka (Białystok 2016)
- FOTOGRAFIA I SZALEŃSTWO. Uczestnik konferencji zorganizowanej w dniach 24 – 25 listopada 2016 przez łódzką FILMÓWKĘ (PWSFTViT)
- SOLIDARITY – MEMORY and IDENTITY. II Międzynarodowa Konferencja Interdyscyplinarna – Uniwersytet Gdański (2016)
- PRZEŹROCZYSTOŚĆ  W  KULTURZE. Uniwersytet Kardynała Stefana Wyszyńskiego (Warszawa 2019)
- FOTOGRAFIA W SZTUCE – SZTUKA W FOTOGRAFII (Kielce 2023) – udział wirtualny.

## Zbiory sztuki w Polsce i zagranicą
Prace Tomasza Sobeckiego znajdują się w zbiorach muzealnych: Muzeum Sztuki w Łodzi, Muzeum Okręgowego w Toruniu, Galerii Współczesnej Sztuki Sakralnej w Kielcach, Muzeum Nadwiślańskiego w Kazimierzu Dolnym, Muzeum Archidiecezjalnego w Krakowie, Muzeum Tatrzańskie im. dra Tytusa Chałubińskiego w Zakopanem,
a także:
w zbiorach prywatnych i publicznych w kraju i za granicą, m.in. Coventry – Wielka Brytania, Äänekoski – Finlandia, Astana – Kazachstan, Sydney – Australia, Nowy Jork, Chicago – USA, Hajdarabad – Indie, Tokio – Japonia.

## Wybrane publikacje
Jest autorem publikacji w języku polskim i angielskim w wydawnictwach naukowych, np.: FOTOGRAFIA A SACRUM. STAROZYTNE BUDOWLE EGIPTU – ŚREDNIOWIECZNE KOŚCIOŁY EUROPY. ARCHITECTURE et ARTIBUS – 1/2017, CITY DYNAMICS – PHOTOGRAPHY EXPRESSION, Creation Process. LAP LAMBERT Academic Publishing 2018, ISBN: 978-613-981441-1. W prasie codziennej publikował fotografie czarno-białe, np. NOWOŚCI, ILUSTROWANY KURIER POLSKI. Fotografie barwne ukazały się w czasopismach ogólnopolskich, np. POLSKA, PERSPEKTYWY oraz w periodykach tematycznych, np. MÓJ DOM, AURA, POLISH ENGINEERING, ARTLUK – Toruń 2011, Kwartalnik FOTOGRAFIA, ponadto – w amerykańskim magazynie TERRA. Zarówno fotografie czarno-białe jak i barwne ukazały się w albumach, np. REGION CHOPINA – UNIGRAF 2010, jako okładki tomików wierszy, np. Krzysztofa Ćwiklińskiego (Morze Śródziemne, Toruń 1992) i Jerzego Rochowiaka (Według SŁOWA, Toruń 1992) oraz w publikacjach naukowych, np.  FOTOGRAFIA BEZ CENZURY – IPN Warszawa 2014. Wraz z rozwojem Internetu wiele fotografii jego autorstwa zostało opublikowanych na profilu społecznościowym Facebook oraz w wydawnictwach ukazujących się jedynie w formie elektronicznej, np. BUMERANG MEDIA – Polish Internet Magazine in Australia. W roku 2024 został starannie wydany z fotografiami oraz według koncepcji edytorskiej autora album KRUCYFIKS nakładem Toruńskiego Towarzystwa Naukowego (TNT) ISBN: 978-83-67689-17-5.

## Spis dokonań artystycznych i naukowych

### 2024
- Zakup 100 fotografii Władysława Hasiora wykonanych w różnych miejscach (BWA Toruń, Borek w Zakopanem – mieszkanie/pracownia, Galeria HASIOR) w latach 80. przez Muzeum Tatrzańskie im. dra Tytusa Chałubińskiego w Zakopanem finansowane przez Ministerstwo Kultury i Dziedzictwa Narodowego
- Wystawa indywidualna GOTYK POŚRÓD DRZEW w Dworze Artusa w Toruniu; kurator Marta Ryhanycz. Cykl i wystawa powstały jako wynik Stypendium Artystycznego Prezydenta Miasta Torunia 2024[11]
- Wydanie drukiem przez Towarzystwo Naukowe w Toruniu (TNT) albumu KRUCYFIKS z rekomendacji Konserwatora Wojewódzkiego Sambora Gawińskiego, ze wsparciem Marszałka Województwa Kujawsko-Pomorskiego Piotra Całbeckiego w prestiżowym wykonaniu drukiem offsetowym ze sztywną okładką, w wersji polsko-angielskiej o nakładzie 600 egz. w tym 200 szt. w etui[12]
- Wystawa indywidualna DYNAMIKA MIASTA – EKSPRESJA FOTOGRAFII w Galerii RATUSZ w Zamościu na zaproszenie Zamojskiego Towarzystwa Fotograficznego; kurator Andrzej Pogudz
- Wystawa indywidualna CZAS PRZEŁOMU – POLSKIE MIASTA w Galerii ORANŻERIA Pałacu w Lubostroniu; kurator Marek Głowacki
- Wystawa indywidualna KRUCYFIKS w Muzeum Archidiecezjalnym w Krakowie; kurator ks. Jacek Kurzydło
- Wystawa indywidualna DYNAMIKA MIASTA – EKSPRESJA FOTOGRAFII w Centrum Sztuki Współczesnej SOLVAY w Krakowie; finisaż wystawy połączony z wykładem „Zdejmowanie i kreacja obrazu tworzonego światłem”
- Stypendium Artystyczne Prezydenta Miasta Torunia przeznaczone na realizację wystawy GOTYK POŚRÓD DRZEW[13]
- Wystawa indywidualna DYNAMIKA MIASTA – EKSPRESJA FOTOGRAFII w Centrum Sztuki Współczesnej SOLVAY w Krakowie; finisaż wystawy połączony z wykładem „Zdejmowanie i kreacja obrazu tworzonego światłem”[14]
- Wystawa indywidualna KRUCYFIKS w Muzeum Archidiecezjalnym w Krakowie; kurator ks. Jacek Kurzydło[15]
- Wystawa indywidualna CZAS PRZEŁOMU – POLSKIE MIASTA w Galerii ORANŻERIA Pałacu w Lubostroniu; kurator Marek Głowacki[16]
- Wystawa indywidualna DYNAMIKA MIASTA – EKSPRESJA FOTOGRAFII w Galerii RATUSZ w Zamościu na zaproszenie Zamojskiego Towarzystwa Fotograficznego; kurator Andrzej Pogudz[17]
- Wydanie drukiem przez Towarzystwo Naukowe w Toruniu (TNT) albumu KRUCYFIKS z rekomendacji Konserwatora Wojewódzkiego Sambora Gawińskiego, ze wsparciem Marszałka Województwa Kujawsko-Pomorskiego Piotra Całbeckiego w prestiżowym wykonaniu drukiem offsetowym ze sztywną okładką, w wersji polsko-angielskiej o nakładzie 600 egz. w tym 200 szt. w etui[18].

### 2023
- Wystawa indywidualna CZAS PRZEŁOMU – POLSKIE MIASTA zrealizowana w ramach Stypendium Artystycznego Marszałka Województwa Kujawsko-Pomorskiego w Dworze Mieszczańskim w Toruniu na zaproszenie Towarzystwa Miast Partnerskich Torunia; kurator Grażyna Brzezicka Prezes Towarzystwa
- Wystawa indywidualna ETIUDA – JEROZOLIMA, NARÓD POWRACAJĄCY DO ŻYCIA w Wielkiej Synagodze w Tykocinie (będącej oddziałem Muzeum Podlaskiego w Białymstoku), aranżacja ekspozycji fotogramów wokół bimy według koncepcji kuratora wystawy i zarazem kustosza Muzeum Jana Maciejewskiego[19]
- Wystawa indywidualna TORUŃ – MIASTO KOPERNIKA w Państwowej Bibliotece Naukowej w Bańskiej Bystrzycy; kurator dr Piotr Drobniak
- Wystawa indywidualna PIRAMIDY, PIRAMIDY w Muzeum Mazowieckim w Płocku na zaproszenie dyrektora Leonarda Sobieraja; kurator Natalia Jarząbkowska[20]
- Wystawa indywidualna TORUŃ – MIASTO KOPERNIKA w Instytucie Polskim w Bratysławie; kurator dr Piotr Drobniak[21]
- Wystawa indywidualna KOLOR WIATRU w Galerii SUSZARNIA na zaproszenie Centrum Kultury BROWAR „B” we Włocławku; kuratorzy Janusz Bisaga i Mariusz Konczalski[22]
- Stypendium Artystyczne Marszałka Województwa Kujawsko-Pomorskiego z przeznaczeniem na realizację wystawy CZAS PRZEŁOMU – POLSKIE MIASTA[23]

### 2022
- Udział w dokumentalnym filmie fabularyzowanym WRZESIEŃ 1939 w roli malarza Eugeniusza Przybyła – artysty związanego z Toruniem - według tekstów z jego pamiętnika; producent filmu Instytut Filmowy Unisławskiego Towarzystwa Historycznego; reżyser Sebastian Bartkowski[24]
- Realizacja sesji zdjęciowej do cyklu DYNAMIKA MIASTA – EKSPRESJA FOTOGRAFII w greckim miasteczku Oia na wyspie Santorini
- Realizacja sesji zdjęciowej w Peru rozwijającej cykl DYNAMIKA MIASTA - EKSPRESJA FOTOGRAFII o organizmy miejskie prekolumbijskie (Machu Picchu) oraz postkolonialne (Lima, Arequipa)
- Publikacja w Nr 2/2021(11) ISSN 254-7909 (wydany drukiem w styczniu 2022) czasopisma WITKACY na stronach 86 – 91 bogato ilustrowanego tekstu SZALONE LOKOMOTYWY – KU CHWALE WITKACEGO poświęconego cyklowi fotografii pod tym samym tytułem[25]

### 2021
- Wystawa indywidualna na zaproszenie prof. Jerzego Olka cyklu DYNAMIKA MIASTA – EKSPRESJA FOTOGRAFII połączona z autorską prezentacją w ramach międzynarodowego Festiwalu Nowej Sztuki LABIRYNT; temat - WIBRACJE:
  - część główna we Frankfurcie nad Odrą; kurator prof. Jerzy Olek[26]
  - aneks (PKiN WARSZAWA) Słubicki Miejski Ośrodek Kultury SMOK; kurator Anna  Panek-Kusz[27]
- Wystawa indywidualna SZALONE LOKOMOTYWY – KU CHWALE WITKACEGO w Galerii Sztuki Współczesnej ELEKTROWNIA w Czeladzi; kurator art. plast Jan Powałka[28]
- Wystawa indywidualna DYNAMIKA MIASTA – EKSPRESJA FOTOGRAFII w ramach Festiwalu Filmu i Sztuki DWA BRZEGI w Kazimierzu Dolnym nad Wisłą:
- część główna w Kazimierskim Ośrodku Kultury i Turystyki; kurator art. fot. Maksymilian Skrzeczkowski
- aneks MIASTO – JEROZOLIMA w KUNCEWICZÓWCE (będącej filią Muzeum Nadwiślańskiego w Kazimierzu Dolnym); kurator - kustosz Muzeum Monika Januszek-Surdacka[29]
- Stypendium Artystyczne Marszałka Województwa Kujawsko-Pomorskiego z przeznaczeniem na uzupełnienie prac o najnowsze dokonania oraz udział w międzynarodowym Festiwalu Nowej Sztuki LABIRYNT[30]

### 2020
- Odwołanie wystawy (styczeń 2020 r.) PIRAMIDY, PIRAMIDY w Centrum Spotkania Kultur w Lublinie z powodu deficytu finansowego wygenerowanego przez poprzedniego dyrektora tej instytucji
- Publikacja referatu PRZEZROCZYSTOŚĆ W FOTOGRAFII. DYNAMIKA MIASTA w wydawnictwie Uniwersytetu Kardynała Stefana Wyszyńskiego w Warszawie p.t. PRZEZROCZYSTOŚĆ W KULTURZE jako rezultat konferencji naukowej o tym samym tytule[31]
- Odwołanie wystawy (kwiecień 2020 r.) DYNAMIKA MIASTA w teatrze w Centrum Kultury Teatr w Grudziądzu z powodu światowej pandemii COVID - 19
- Zakwalifikowanie dwóch prac wchodzących w skład etiudy p.t.  MUR do 88 Aukcji Sztuki Współczesnej realizowanej przez Dom Aukcyjny REMPEX[32]

### 2019
- Wystawa indywidualna DYNAMIKA MIASTA – WARSZAWA w bibliotece UKSW w Warszawie w powiązaniu z konferencją PRZEŹROCZYSTOŚĆ W KULTURZE; kurator dr Agnieszka Smaga
- Wygłoszenie referatu PRZEŹROCZYSTOŚĆ W FOTOGRAFII. DYNAMIKA MIASTA w ramach konferencji PRZEŹROCZYSTOŚĆ W KULTURZE na Uniwersytecie Kardynała Stefana Wyszyńskiego w Warszawie w powiązaniu z prezentacją wobec uczestników konferencji przeźroczystości w fotografii uzyskiwanej metodą wielokrotnej ekspozycji na materiałach typu POLAROID
- Udział w wystawie zbiorowej ŚWIĘTOŚĆ dedykowanej Janowi Pawłowi II w 20 rocznicę pobytu w Toruniu, zorganizowanej przez Duszpasterstwo Środowisk Twórczych w Toruniu w Muzeum Diecezjalnym; kurator dr hab. Mirosława Rochecka, prof. UMK[33]
- Pomysł realizacji oraz udział w I Aukcji Fotografii Kolekcjonerskiej CZAS FOTOGRAFII zorganizowanej przez Dom Aukcyjny Art in House opracowanej teoretycznie przez dr. Henryka Kusia[34].
- Uzyskanie stypendium artystycznego Funduszu Popierania Twórczości działającego przy Stowarzyszeniu Autorów ZAiKS na realizację wystawy WZNIOSŁOŚĆ I POWSZEDNIOŚĆ
- Realizacja sesji zdjęciowych do cyklu WZNIOSŁOŚĆ I POWSZEDNIOŚĆ na festiwalu Pol’and’Rock Jurka Owsiaka w Kostrzynie n. Odrą, Marszu Równości w Płocku oraz w czasie zakończenia Pielgrzymki Jasnogórskiej w Częstochowie
- Realizacja sesji zdjęciowej prof. Adama Strzembosza do cyklu WZNIOSŁOŚĆ I POWSZEDNIOŚĆ w jego warszawskim mieszkaniu
- Zakwalifikowanie dwóch prac cyklu PERSPEKTYWA do 82 Aukcji Sztuki Współczesnej realizowanej przez Dom Aukcyjny REMPEX[35]

### 2018
- Wystawa indywidualna cyklu SACRUM GOTYKU w Akademickiej Przestrzeni Sztuki Uniwersytetu Mikołaja Kopernika – U TEOLOGÓW; wystawie towarzyszył wykład autora FOTOGRAFIA A SACRUM; kurator dr. hab. Mirosława Rochecka, prof. UMK[36]
- Zakwalifikowanie na aukcję sztuki przez Dom Aukcyjny REMPEX pracy z cyklu DYNAMIKA MIASTA – WENECJA - 16
- Wystawa indywidualna cyklu DYNAMIKA MIASTA w Galerii SUSZARNIA na zaproszenie Centrum Kultury BROWAR „B” we Włocławku; kuratorzy Janusz Bisaga i Mariusz Konczalski[37]
- Finalizowanie na stanowisku adiunkta działań promotorskich prac inżynierskich na kierunku ZARZĄDZANIE PROJEKTAMI w Wyższej Szkole Bankowej w Toruniu
- Prowadzenie na stanowisku adiunkta zajęć ze studentami Studiów Grafiki II Stopnia FOTOGRAFIA ARTYSTYCZNA I EDYCJA OBRAZU na Wydziale Grafiki Akademii Sztuk Pięknych w Gdańsku[38]
- Opublikowanie w języku angielskim przez wydawnictwo LAMBERT Academic Publishing książki CITY DYNAMICS – PHOTOGRAPHY EXPRESSION. CREATION PROCESS[39]
- Wystawa indywidualna KOLOR WIATRU – Galeria w HALLU, Centrum Kultury i Sztuki w Kaliszu; kurator Tomasz Sadło[40]

### 2017
- Wystawa indywidualna – premiera cyklu „DYNAMIKA  MIASTA” w Galerii IMAGINARIUM w Łodzi stanowiąca „dzieło” w procesie habilitacyjnym; kurator Magdalena Świątczak, słowo wprowadzające prof. Aleksander Błoński[41]
- Kolejna prezentacje wystawy zbiorowej PROJEKT 966 w Biurze Wystaw Artystycznych w Pile 17.03.207 – 15.04.2017
- Uzyskanie stypendium artystycznego z rekomendacji prof. Prota Jarnuszkiewicza od Funduszu Popierania Twórczości działającego przy Stowarzyszeniu Autorów ZAiKS na realizację wystawy cyklu DYNAMIKA MIASTA w Warszawie
- Wystawa indywidualna – kolejna prezentacja - cyklu DYNAMIKA  MIASTA w Galerii Pod Dachem Nieba w Ciechocinku stanowiąca „dzieło” w procesie habilitacyjnym; szczególnym walorem tej galerii jest podświetlenie prac światłem naturalnym padającym przez przez przeszklony, spadzisty dach; kurator Grażyna Litwin[42]
- Stypendium Artystyczne Marszałka Województwa Kujawsko-Pomorskiego z przeznaczeniem na uzupełniającą cykl realizację fotogramów oraz sfinalizowanie wystawy MIASTA, MIASTA[43]
- Publikacja tekstu referatu SACRUM W FOTOGRAFII: STAROŻYTNE BUDOWLE EGIPTU - ŚREDNIOWIECZNE KOŚCIOŁY EUROPY w kwartalniku Wydziału Architektury Politechniki Białostockiej ARCHITECTURAE et ARTIBUS no.1 2017 volume 9[44]
- Wystawa indywidualna – kolejna prezentacja – cyklu DYNAMIKA MIASTA w gotyckich wnętrzach GALERII MUZ w Toruniu; wernisaż z udziałem Jerzego Wardaka rekomendującego wystawę – członka historycznej Grupy ZERO-61; kurator Zbigniew Przybysz[45]
- Udział na indywidualne zaproszenie w wystawie zbiorowej „Niewiasta obleczona w słońce, FATIMA 1917 – 2017” premierą dyptyku GRABARKA; kuratorki: dr hab. Mirosława Rochecka, prof. UMK oraz dr hab. Zdzisława Ludwiniak, prof. ASP w Warszawie
- Wystawa indywidualna – kolejna prezentacja – cyklu DYNAMIKA MIASTA w NEY Gallery & Prints w Warszawie; kurator Monika Ney[46]
- Wykonanie dyptyku fotograficznego prof. Andrzeja Rzeplińskiego pt. PROFESOR A.R. na szkle, metodą wielokrotnej ekspozycji jako części cyklu WZNIOSŁOŚĆ I POWSZEDNIOŚĆ
- Zakwalifikowanie pracy z cyklu DYNAMIKA MIASTA – WARSZAWA na aukcję przez Dom Aukcyjny REMPEX[47]
- Publikacja w trzech częściach tekstu THE  IMAGES  OF  SOLIDARITY  1981 / 2015 w Torun Social Science Review wydawanego przez uczelnię WSB MERITO w Toruniu Numer ISSN online: 2543-6163[48]
- Wystawa indywidualna MIASTA, MIASTA – POSZUKIWANIA FORM EKSPRESJI w Galerii Miejskiej w Inowrocławiu; kurator Donata Tokoń[49]

### 2016
- Wystawa indywidualna TWARZ – NA PRZEKÓR WITKACEMU w Miejskiej Galerii Sztuki w Zakopanem; kurator Anna Zadziorko. Tematem wystawy jest dialog fotografik - malarz z Franciszkiem Starowieyskim analizując relację portret - autoportret, który odbył się w roku 2002 w toruńskiej galerii NOWY ARSENAŁ[50]
- Udział w Międzynarodowej Konferencji PIĘKNO W SACRUM łącznie z wygłoszeniem referatu SACRUM W FOTOGRAFII: STAROŻYTNE BUDOWLE EGIPTU - ŚREDNIOWIECZNE KOŚCIOŁY EUROPY zorganizowanej przez Wydział Architektury Politechniki Białostockiej[51]
- Cykl wykładów autorskich w semestrze wiosennym w ramach Bydgoskiej Akademii Fotografii omawiający różne formy plastyczne możliwe do uzyskania w fotografii dzięki zróżnicowanym narzędziom kreacji
- Wystawa indywidualna DEMONSTRACJA – SOLIDARNOŚĆ RI w gmachu Urzędu Marszałkowskiego w Toruniu; po raz pierwszy zaprezentowany publicznie reportaż z największej w czasach PRLu niezależnej od władzy demonstracji na ulicach Torunia; kurator Grzegorz Potarzyński
- Publikacja artykułu KSZTAŁT  ŚWIATŁA  – OBRAZ  ZMATERIALIZOWANY  SREBREM w ZESZYCIE MUZEALNYM Nr 2 c przy Wyższej szkole Gospodarki w Bydgoszczy
- Udział na indywidualne zaproszenie w wystawie zbiorowej PROJEKT 966 – Jubileusz Narodowy – Sztuka Polska w Muzeum Uniwersyteckim w Toruniu; kuratorzy: profesorowie Wydziału Sztuk pięknych UMK w Toruniu Mirosława Kazimierz Rocheccy[52]
- Udział w 20 zorganizowanej przez Uniwersytet Gdański połączony z wygłoszeniem referatu t / 2015 ilustrowanego fotografiami reportaży demonstracji solidarnościowych wykonanych we wskazanych latach: 1981 w okresie „karnawału SOLIDARNOŚCI” oraz 2015, tj. po dojściu do władzy w Polsce partii Prawo i Sprawiedliwość
- Udział w Ogólnopolskiej Konferencji Naukowej FOTOGRAFIA I SZALEŃSTWO zorganizowanej w dniach 24 – 25 listopada 2016 przez łódzką FILMÓWKĘ (PWSFTViT)[53]
- Zakwalifikowanie dwóch prac: KRUCYFIKS – kolor[54] oraz WARSZAWA[55] z cyklu DYNAMIKA MIASTA na aukcję przez Dom Aukcyjny REMPEX
- Kolejne prezentacje wystawy PROJEKT 966 w:
  - Pałac w Lubostroniu 28.07.2016 – 15.09.2016[56]
  - Centrum Kultury i sztuki w Koninie 14.10.2016 – 12.11.2016[57]
  - Centrum Kultury BROWAR B. 01.12.2016 – 12.02.2017[58]

### 2015
- Visiting Professor na DESIGN DEPARTMENT w INDIAN INSTITUTE of TECHNOLOGY HYDERABAD w Indiach; prowadzenie konwersatorium dla grupy magistrantów Wydziału Designu oraz warsztatów fotograficznych CITY PHOTOGRAPHY dla grupy ogólnouczelnianej; jedne i drugie zajęcia zakończone wystawą prac studentów w kontekście wystawy MAGIC TORUN autorstwa wykładowcy[59]
- Udział w międzynarodowej konferencji DESIGN INNOVATION and CREATIVE PROBLEM SOLVING WORKSHOP 15 -17 stycznia 2015 Wydział Designu Indian Institute of Technology w Hajdarabadzie - Indie
- Wystawa indywidualna MAGICZNY TORUŃ w auli Indian Institute of Technology w Hajdarabadzie; kurator dr Deepak John Mathew
- Prowadzenie na stanowisku adiunkta pracowni fotograficznej oraz konwersatorium FOTOGRAFIA W PRASIE w Katedrze Dziennikarstwa i Komunikacji Społecznej Uniwersytetu Kazimierza Wielkiego w Bydgoszczy
- Udział w roli uczestnika – prelegenta VIII Festiwalu Filozofii – FILOZOFIA I SZTUKA na zaproszenie Uniwersytetu Warmińsko-Mazurskiego w Olsztynie oraz w roli twórcy w dyskusji panelowej w BWA w Olsztynie, a także autora wystawy DYNAMIKA MIASTA W FOTOGRAFII prezentowanej w ramach Festiwalu
- Rozpoczęcie pracy na stanowisku adiumkta w Wyższej Szkole Bankowej w Toruniu
- Wyjazd studyjny do Wenecji na BIENNALE 2015 na zaproszenie Wydziału Sztuk Pięknych UMK; realizacja sesji zdjęciowej do cyklu DYNAMIKA MIASTA
- Kontynuowanie prac nad cyklem wykładów ELEMENTY OBRAZU FOTOGRAFICZNEGO na zamówienie Wyższej Szkole Bankowej w Toruniu
- Rozpoczęcie prac nad cyklem wykładów GATUNKI FOTOGRAFII w ramach pracy adiunkta w Wyższej Szkole Bankowej w Toruniu
- Ukończenie opracowania elektronicznego wersji prapremierowej cyklu DYNAMIKA MIASTA

### 2014
- Wystawa indywidualna PIRAMIDY, PIRAMIDY będąca rozwinięciem doktoratu IDEA PIRAMID w galerii FORUM Wydziału Sztuk Pięknych Uniwersytetu  Mikołaja  Kopernika  w  Toruniu;  kurator   dr  hab.  Mirosława Rochecka, prof. UMK
- Prowadzenie na stanowisku adiunkta konwersatorium FOTOGRAFIA – TECHNIKA I ESTETYKA na kierunku  KULTUROZNAWSTWO  Uniwersytetu Mikołaja Kopernika w Toruniu
- Publikacja reportażu fotograficznego o Konferencji Klimatycznej w Warszawie zrealizowanego na zamówienie amerykańskiego magazynu TERRA
- Udział na indywidualne zaproszenie w wystawie zbiorowej ARS-PRINCIPIA w Muzeum Uniwersyteckim  UMK w Toruniu dedykowanej  Św. Janowi Pawłowi II z okazji kanonizacji oraz dla upamiętnienia 15 rocznicy jego spotkania z polskim środowiskiem naukowym w auli  UMK  7  czerwca 1999  roku; kurator wystawy dr hab. Mirosława Rochecka, prof. UMK
- Indywidualna wystawa  plenerowa  WARSAW – SUCCESS CITY na zaproszenie Konsulatu Generalnego RP w Sydney (Australia) otwartej w 25 rocznicę pierwszych po II Wojnie Światowej częściowo wolnych wyborów parlamentarnych 4 czerwca 1989  roku;  kuratorzy: Regina Jurkowska  Konsul Generalny  RP oraz Dorota Preda Konsul RP; wystawę odwiedził Marszałek Senatu RP Bogdan Borusewicz
- Wystawa zbiorowa ARS-PRINCIPIA (kolejna prezentacja) w Biurze Wystaw Artystycznych w Kielcach; kurator prof. Mirosława Rochecka
- Publikacja dwóch fotografii w albumie FOTOGRAFIA BEZ CENZURY wydanym przez Instytut Pamięci Narodowej i Komisję Ścigania Zbrodni Przeciwko Narodowi Polskiemu (Warszawa 2014) wraz opisem fotograficznej aktywności niezależnej od władz i cenzury w czasach PRLu autorstwa Krzysztofa Jureckiego

### 2013
- Zaliczenie z wynikiem bardzo dobrym egzaminów doktorskich z  filozofii, historii fotografii i  języka  angielskiego  na  PWSFTViT w Łodzi
- Wystawa fragmentu cyklu KRUCYFIKS  w  kontekście  Grobu  Pańskiego w okresie Wielkiego Postu w romańskiej krypcie klasztoru w Mogilnie; kurator ks. Marcin Przybylski
- Prezentacja elektroniczna w Internecie cyklu  SZALONE  LOKOMOTYWY  w  ramach  obchodów rocznicy urodzin Witkacego na Facebooku przez Instytut Witkacego
- Obrona pracy doktorskiej IDEA  PIRAMID (27.06.2013) na  Wydziale  Operatorskim i Realizacji Telewizyjnej Wyższej Szkoły Filmowej Telewizyjnej i Teatralnej im. Leona Schillera w Łodzi; recenzenci: prof. Andrzej P. Bator (Wrocław), dr hab. Andrzej Musiał  (Warszawa)
- Wystawa indywidualna cyklu IDEA PIRAMID (12.06.2013) jako dzieła w przewodzie doktorskim z fotografii w Gmachu Nowych Mediów Państwowej łódzkiej FILMÓWKI (PWSFTViT)
- Wystawa indywidualna  cyklu  POLISH CITIES  w  James  R.  Thompson  Center w Chicago (USA) otwarta przez Skarbnika Stanu Illinois Dana Rutherforda oraz Konsula Generalnego RP Paulinę Kapuścińską; kurator wystawy Robert Rusiecki Konsul RP
- Prowadzenie na stanowisku adiunkta Warsztatów Fotografii Prasowej na kierunku DZIENNIKARSTWO - Wydział Politologii i Studiów Międzynarodowych UMK w Toruniu
- Prowadzenie na stanowisku adiunkta konwersatorium FOTOGRAFIA – TECHNIKA I ESTETYKA w języku polskim oraz angielskim dla kulturoznawców na Wydziale Studiów Międzynarodowych i Politologicznych Uniwersytetu Łódzkiego
- Wystawa  indywidualna  cyklu  POLISH  CITIES  eksponowana  w  hallu Portu  Lotniczego O’Hare w Chicago; kurator Robert Rusiecki Konsul RP

### 2012
- Decyzją Rady Wydziału Operatorskiego i Realizacji Telewizyjnej PWSFTViT im. L. Schillera w Łodzi otwarcie przewodu doktorskiego z fotografii
- Wyróżnienie dla kalendarza GEOMETRIA NIEBA zrealizowanego przez STUDiO’Vi ( fotografie Tomasz Sobecki, grafika Piotr Karczewski przy udziale Stanisława Barysza) dla firmy CTL LOGISTICS w konkursie regionalnej gazety NOWOŚCI za „piękne fotografie”
- Pierwsza nagroda dla kalendarza FENOMEN PRZESTRZENI zrealizowanego przez STUDiO’Vi dla firmy PKP CARGO SA w konkursie portalu internetowego SPEDYCJE.PL
- Wykład FOTOGRAFIA, ŚWIATŁO I CZAS, wygłoszony na zaproszenie Katedry Kulturoznawstwa Wydziału Filologicznego Uniwersytetu Mikołaja Kopernika w Toruniu

### 2011
- Publikacja w pierwszym numerze czasopisma ARTLUK (wydawanego przez Centrum Sztuki Współczesnej w Toruniu) w ramach prezentacji światowych galerii sztuki nowoczesnej fotografii Centrum Pompidou w Paryżu (Francja) oraz wykonanych na specjalne zamówienie zdjęć Muzeum Guggenheima w Bilbao (Hiszpania)
- Wyróżnienie dla kalendarza MIASTA WYOBRAŹNI zrealizowanego przez STUDiO’Vi dla firmy GEDEON RICHTER w Międzynarodowym Konkursie Kalendarzy i Kart Świątecznych VIDICAL‘11
- Trzecia nagroda dla kalendarza MIASTA WYOBRAŹNI w konkursie na kalendarz roku 2011 regionalnej gazety NOWOŚCI
- Plenerowa wystawa indywidualna POLSKIE MIASTA – INACZEJ na głównym placu stolicy Kazachstanu – Astany uświetniająca polską prezydencję w Unii Europejskiej; kurator Radca Ambasady RP Paweł Jessa
- Wywiad dla TV TORUŃ z okazji 30 lat pracy artystycznej prowadzony przez redaktor Marię Choduń
- Opracowanie koncepcji edytorskiej albumu LEKKOŚĆ ZIEMI zgodnie z założeniami łączenia obrazu fotograficznego i słowa – poezja R.M. Rilkego według wyboru dr hab. Hanny Ratusznej z Wydziału Humanistycznego UMK w Toruniu; projekt graficzny z udziałem art. plast. Stanisława Barysza oraz ze słowem wstępnym historyka sztuki Alicji Saar-Kozłowskiej
- Wywiad dla TV TORUŃ z okazji 20 lat funkcjonowania autorskiej agencji reklamowej STUDiO’Vi ze szczególnym uwzględnieniem realizacji kalendarzy i nagród polskich oraz międzynarodowych, jakie te kalendarze otrzymały w ramach konkursów poświęconych wydawnictwom tematycznym

### 2010
- ETIUDA ZIMOWA – GALERiA’Vi w Toruniu - wystawa indywidualna w GALERII ETIUD, której towarzyszyły wiersze Dariusza Bugalskiego
- TWARZ – NA PRZEKÓR WITKACEMU – wystawa indywidualna dialogu artystycznego przeprowadzonego z Franciszkiem Starowieyskim w roku 2002 oraz wykład w Muzeum Śląska Opolskiego w Opolu; kurator Patrycja Farys
- POWROTY DO PRZESZŁOŚCI – udział w wystawie zbiorowej w Domu Eskenów TORUŃ W FOTOGRAMACH ARTYSTYCZNYCH ze zbiorów Muzeum Okręgowego w Toruniu; kurator Zofia Smolińska
- Wystawa indywidualna ETIUDA – MUR z tekstem wprowadzającym prof. Krzysztofa Obremskiego i wierszami Lucyny Jurkiewicz – GALERiA’Vi w Toruniu
- Wystawa indywidualna GOTYK – KSZTAŁT I ŚWIATŁO w Galerii Współczesnej Sztuki Sakralnej w Kielcach; słowo wprowadzające ks. prof. Michał Janocha; kurator Agnieszka Orłowska
- Zakup fotografii – miniatury portretu F. Starowieyskiego – przez ALICE COOPER GALLERY w Nowym Jorku
- Wystawa fotogramów z cyklu SZALONE LOKOMOTYWY w ramach wystawy zbiorowej artystów toruńskich na zaproszenie Fundacji Z KULTURĄ - Hotel FILMAR w Toruniu; kurator Magdalena Szwechowicz
- Wystawa indywidualna SACRUM GOTYKU w MONESTERIO DE PEDRALBES – oddział MUZEUM HISTORII MIASTA BARCELONY (Hiszpania) na zaproszenie Towarzystwa Kulturalnego Katalońsko-Polskiego oraz Konsulatu Generalnego RP w Barcelonie przy wsparciu organizacyjnym i finansowym UM w Toruniu; kurator Anna Castellano i Tresserra
- Wystawa indywidualna GOTICO SAGRADO w CONDE DE RODEZNO – Pampeluna (Hiszpania) – związana z ubieganiem się Pampeluny i Torunia o tytuł Europejskiej Stolicy Kultury 2016, finansowana przez oba miasta; kurator Angel Arbe
- Publikacja kilkunastu fotografii w albumie REGION CHOPINA wydanym przez Departament Kultury Urzędu Marszałkowskiego Województwa Kujawsko-Pomorskiego; wyboru fotografii dokonał mgr Janusz Bochenek

### 2009
- Powołanie do istnienia GALERII ETIUD pod nazwą GALERiA’Vi w księgarni MATRAS w Toruniu oraz objęcie obowiązków jej kustosza
- ŚWIĄTYNIA EGIPSKA – etiuda fotograficzna prezentowana w GALERiA’Vi w Toruniu; słowo wprowadzające ks. prof. Waldemar Chrostowski
- Trzecia nagroda w konkursie gazety NOWOŚCI za kalendarz TY JESTEŚ ŚWIATŁEM ŚWIATA… dla firmy medycznej SANOFI - AVENTIS

### 2008
- Cykl fotografii SZALONE LOKOMOTYWY został wykorzystany jako scenografia studia telewizyjnego Wielkiej Orkiestry Świątecznej Pomocy na Carskim Dworcu Kolejowym w Aleksandrowie Kujawskim; kurator redaktor Katarzyna Marcysiak TVP Bydgoszcz
- Wystawa indywidualna KRUCYFIKS w Kościele Wniebowzięcia Najświętszej Marii Panny w Toruniu gdzie znajduje się późnośredniowieczna rzeźba wyjątkowej wartości artystycznej będąca przedmiotem wszystkich fotografii; kurator ks. Józef Nowakowski

### 2007
- Udział w wystawie zbiorowej BARBARA I TADEUSZ – GALERIA MIEJSKA w Zakopanem poświęconej Barbarze Gawdzik-Brzozowskiej i Tadeuszowi Brzozowskiemu; kurator Wawrzyniec Brzozowski
- Udział w wystawie zbiorowej środowiska Związku Polskich Artystów Plastyków Sztuka Użytkowa GOTYCKIE ZAKUSY WSPÓŁCZESNYCH ARTYSTÓW – Dwór Mieszczański w Toruniu; kurator art. plast. Marek Głowacki
- Wystawa indywidualna SZALONE LOKOMOTYWY – KU CHWALE WITKACEGO zrealizowana we wnętrzu historycznej parowozowni jako impreza towarzysząca PARADZIE PAROWOZÓW (ok. 20 000 gości) w Wolsztynie
- Zaproszenie indywidualne do kolekcji WIDZENIE KAMIENIA Jerzego Olka oraz międzynarodowa wystawa zbiorowa tej kolekcji – Biblioteka Miejska w Wałbrzychu; kurator art. fot. Jerzy Olek
- Uczestnik wyjazdu studyjnego na zaproszenie środowiska pisma ARTLUK - grupy artystów różnych dziedzin oraz krytyków sztuki na wystawy: DOCUMENTA w Kassel oraz BIENNALE w Wenecji
- Wystawa indywidualna KOLOR WIATRU w gotyckich wnętrzach MUZEUM  w BRODNICY; kurator Marian Marciniak
- Wystawa indywidualna w Muzeum Papiernictwa w Dusznikach Zdroju na zaproszenie indywidualne Jerzego Olka TWARZ – FRANCISZEK STAROWIEYSKI w ramach międzynarodowego Festiwalu Nowej Sztuki LABIRYNT (dziewiąta edycja) – temat ARTYŚCI o ARTYSTACH – oraz wykład „Na przekór Witkacemu” wygłoszony na sympozjum towarzyszącemu Festiwalowi; kurator art. fot. Jerzy Olek
- Zaproszenie indywidualne fotografii tytułowej cyklu MAGICZNY TORUŃ do projektu realizowanego przez CSW ZNAKI CZASU w Toruniu - PLENEROWA WYSTAWA WSPÓŁCZESNEJ FOTOGRAFII – JESIEŃ’07; kurator art. plast. Krzysztof Białowicz
- MAGICZNY TORUŃ - wernisaż inaugurujący wieloletnią wystawę indywidualną cyklu fotografii o tym tytule w Książnicy Kopernikańskiej w Toruniu; kurator Teresa Szymorowska

### 2006
- Udział w wystawie zbiorowej GRAFIK W SZUFLADZIE zorganizowanej przez Okręg Toruński Związku Polskich Artystów Plastyków Sztuka Użytkowa  – Dwór Mieszczański w Toruniu; kurator art. plast. Marek Głowacki
- Prowadzenie warsztatów OD FOTOGRAFII DO GRAFIKI KOMPUTEROWEJ przez  Agencję – Vi – w ramach Toruńskiego Festiwalu Nauki i Sztuki
- Wystawa indywidualna cyklu POLSKIE MIASTA - INACZEJ w Wydziale Architektury Urzędu Miasta Bydgoszczy; kurator mgr inż. arch. Robert Łucka
- Wystawa indywidualna cyklu fotografii SZALONE LOKOMOTYWY – KU CHWALE WITKACEGO połączona z akcjami plenerowymi (czarno-czerwone stroje uczestników wydarzenia, orkiestra dęta, przyjazd historycznego pociągu parowego z gośćmi wystawy oraz z udziałem mieszkańców Aleksandrowa Kujawskiego – ok. 2500 osób); miejsce wystawy – specjalnie przygotowana na tę okazję przestrzeń wystawiennicza w dawnej restauracji Carskiego Dworca Kolejowego w Aleksandrowie Pogranicznym
- Wystawa grafik komputerowych i fotografii  dwojga autorów: Małgorzaty Wojnowskiej-Sobeckiej i Tomasza Sobeckiego w siedzibie DELOITTE ADVISORY w Warszawie

### 2005
- Wystawa cyklu fotografii POLSKIE MIASTA - INACZEJ a także grafiki komputerowej połączona z prezentacją (wraz z zaproszonym do współpracy twórczej fotografik – grafik art. plast. Jackiem Nawrockim) warsztatu artystycznego zrealizowanej koncepcji plastycznej -  Dwór Mieszczański w Toruniu
- Wystawa indywidualna cyklu fotografii POLSKIE MIASTA - INACZEJ w salonie firmy PROFILAB w Warszawie; kurator Mariusz Wiśniewski

### 2002
- Wystawa indywidualna TWARZ – NA PRZEKÓR WITKACEMU, w tym dialog artystyczny fotografik – malarz z portretowanym Franciszkiem Starowieyskim; sedno dialogu polegające na zgłębianiu relacji portret – autoportret właściwą dla każdego z artystów formą wypowiedzi twórczej – Galeria Sztuki NOWY ARSENAŁ w Toruniu; kurator art. plast. Tomasz Hoffmann
- Premierowa w Polsce (prapremiera miała miejsce w St. Louis, USA 1991) wystawa indywidualna MIASTO – WCZORAJ – Dom Muz, FOTOGALERIA 1/3 w Toruniu

### 2000
- Zakwalifikowanie do realizacji wystawy w Klasztorze oo. Dominikanów cyklu GOTYK – KSZTAŁT I ŚWIATŁO jako nielicznego spośród 6000 zgłoszonych projektów artystycznych do programu „Kraków Europejską Stolicą Kultury 2000”; ostatecznie, wystawa nie doszła do skutku z powodu odmowy współfinansowania przez władze Miasta Toruń

### 1999
- Tytuł CERTIFICATE of EXCELLENCE dla kalendarza DRUMET’98 (jedynego kalendarza plakatowego w tej edycji) zrealizowanego przez Agencję – Vi – w konkursie European Design Annual ’99 organizowanym w Europie przez amerykański magazyn PRINT
- Wystawa indywidualna dwóch pełnych cykli: KOLOR WIATRU oraz KSZTAŁT ŚWIATŁA w Galerii Sztuki WOZOWNIA w Toruniu; kuratorzy Marek Hoffmann i Kazimierz Napiórkowski
- Inicjator i kurator międzynarodowej wystawy pokonkursowej European Design Annual 1999 (europejskiego oddziału konkursu organizowanego przez amerykański magazyn PRINT) w Galerii Sztuki WOZOWNIA w Toruniu
- Udział na imienne zaproszenie (połączony z wystawą autorskich wydawnictw oraz prowadzeniem warsztatów) w Międzynarodowym Sympozjum Projektantów MEDIATECA na Uniwersytecie w Brasov (Rumunia)

### 1998
- Wystawa indywidualna GOTYCKIE WITRAŻE w zabytkowych wnętrzach gotyckiej kamienicy Pomorskiego Banku Kredytowego SA na toruńskiej starówce
- Udział w Międzynarodowym Plenerze Interdyscyplinarnym – Toruń’98, którego współorganizatorem było środowisko Związku Polskich Artystów Plastyków Sztuka Użytkowa; kurator Zofia Zając
- Wystawa indywidualna cyklu KOLOR WIATRU w zabytkowych wnętrzach Muzeum Ziemi Chełmińskiej mieszczącego się w gotycko-renesansowym ratuszu na rynku w Chełmnie

### 1997
- Udział na indywidualne zaproszenie w międzynarodowym sympozjum ARS BALTICA - Fotografia Krajów Nadbałtyckich współfinansowanym ze środków Unii Europejskiej zorganizowanym przez Biuro Wystaw Artystycznych ARSENAŁ w Poznaniu

### 1996
- Udział na indywidualne zaproszenie w sympozjum w połączeniu z prezentacją autorską dokonań artystycznych FOTOGRAFIA W DOBIE PRZEMIAN – SKOKI’96 organizowanego przez Zarząd Główny Związku Polskich Artystów Fotografików oraz Państwową Wyższą Szkołę Sztuk Plastycznych w Poznaniu
- Nagroda dla Agencji – Vi – za najlepszy kalendarz plakatowy (ALUMIL’96) na Ogólnopolskim Przeglądzie Wydawnictw Reklamowych IDEA’96
- Wystawa indywidualna dwóch cykli KSZTAŁT ŚWIATŁA oraz  KOLOR WIATRU w przestronnych, zabytkowych wnętrzach Galerii U JEZUITÓW w Poznaniu połączona z odczytaniem w czasie wernisaż z udziałem środowiska PWSSP w Poznaniu wierszy o. Wacława Oszajcy odnoszących się według wyboru autora do eksponowanych prac; kurator o. Władysław Wołoszyn
- Wystawa indywidualna (na zaproszenie mistrza i przyjaciela Władysława Hasiora) cyklu KOLOR WIATRU połączona z odczytaniem przez autora w czasie wernisażu wierszy Dariusza Bugalskiego – Galeria Władysława Hasiora oddział Muzeum Tatrzańskiego im. dr. Tytusa Chałubińskiego w Zakopanem; kurator Władysław Hasior

### 1995
- Sformułowanie założeń teoretycznych oraz podstaw organizacyjnych i podjęcie stosownych działań w ramach Zarządu Okręgu Toruńskiego Związku Polskich Artystów Plastyków Sztuka Użytkowa dla realizacji Konkursu Wydawnictw Reklamowych IDEA; dyrektor Konkursu w latach 1996 - 2000

### 1992/1993
- Prowadzenie warsztatów fotograficznych w Wojewódzkim Ośrodku Animacji Kultury w Toruniu, uwieńczonych organizacją konkursu i wystawy w ramach Festiwalu KATAR
- Wystawa indywidualna (premierowa) cyklu MIASTO – WCZORAJ na indywidualne zaproszenie Public Policy Research Center – UNIVERSITY OF MISSOURI w St. Louis (USA) – niestety bez udziału autora; kurator Jean S. Tucker

### 1992
- Udział na indywidualne zaproszenie krytyka fotografii Krzysztofa Jureckiego (limit pięciu zapraszanych artystów) w sympozjum i wystawie KONFRONTACJE FOTOGRAFICZNE realizowanym cyklicznie przez Biuro Wystaw Artystycznych w Gorzowie Wielkopolskim; ekspozycja wystawowa tryptyku TWARZ RZEŹBIARZA – Andrzej Wojciechowski oraz działania autorskie z Pawłem Kwiekiem i Krzysztofem Jureckim polegające na zgłębianiu w obecności publiczności przy pomocy czarno-białej fotografii natychmiastowej POLAROID osobowości portretowanych oraz zaproszenie zainteresowanych do wyboru ujęć najbardziej zgodnych z wyobrażeniami modela o sobie samym.
- Publikacja fotografii z cyklu KRUCYFIKS na okładce tomiku wierszy Jerzego Rochowiadka Według SŁOWA, wydawca Urząd Miejski w Toruniu 1992
- Zaproszenie na podstawie indywidualnych rekomendacji Ryszarda Bobrowskiego przez INTER ART GROUP do grona artystów europejskich promowanych w Japonii
- Udział prac czarno-białego cyklu PERSPEKTYWA (1987) w zbiorowej wystawie pokonkursowej ŚWIAT ŚNIEGU w mieście Nagaoka (Japonia)
- Publikacja fotografii z cyklu GOTYK – KSZTAŁT I ŚWIATŁO na okładce tomiku wierszy Krzysztofa Ćwiklińskiego MORZE ŚRÓDZIEMNE, Wydawnictwo Adam Marszałek Toruń 1992, ISBN: 838528339X[60]
- Wystawa indywidualna GOTYK – KSZTAŁT I ŚWIATŁO oraz KSZTAŁT ŚWIATŁA w Muzeum Okręgowym w Sandomierzu; kurator Jerzy Krzemiński

### 1991–1993
- Dwuletnie Stypendium Artystyczne Ministerstwa Kultury i Sztuki RP w dziedzinie fotografii przeznaczone na rozwój możliwości twórczych beneficjenta w zakresie intelektualnym i technicznym

### 1991
- Zaproszenie przez Departament Plastyki Ministerstwa Kultury i Sztuki RP do grona pięciu artystów reprezentujących sztukę polską lat 80 (fotografie z cyklu KSZTAŁT ŚWIATŁA) na Międzynarodowym Festiwalu Sztuki w Caracas (Wenezuela); kurator Nawojka Cieślińska
- Wykonanie reportażu „Typowa warszawska rodzina robotnicza” na zamówienie Agencji Autorów w Warszawie realizowanego dla agencji fotograficznej ORION PRESS w Tokio (Japonia) na potrzeby wydawnicze japońskich związków zawodowych
- Udział na indywidualne zaproszenie w sympozjum ZMIANA WARTY (w fotografii) zorganizowanego przez Krzysztofa Jureckiego oraz Krzysztofa J. Cichosza w GALERII FF w Łodzi
- Założenie Autorskiej Agencji Reklamowej VISION (od roku 1992 Agencja – Vi – a od roku 2008 STUDiO’Vi) oraz objęcie obowiązków jej dyrektora artystycznego

### 1990
- Wystawy indywidualne GOTYK – KSZTAŁT I ŚWIATŁO w Centrum Kultury i Sztuki oraz PERSPEKTYWA w hallu głównym miasta Äänekoski (Finlandia), wernisaż z udziałem przedstawicieli Ambasady RP w Helsinkach
- Trzymiesięczne stypendium artystyczne MSZ Królestwa Hiszpanii – realizacja cyklu fotografii ARCHITEKTURA ROMAŃSKA I GOTYCKA KATALONII na zaproszenie indywidualne Carlosa Marrodana Casasa przedstawiciela ambasady hiszpańskiej w Warszawie
- Wystawa indywidualna GOTYK – KSZTAŁT I ŚWIATŁO – Galeria EL w Elblągu; kurator art. plast. Andrzej Szadkowski
- Udział na indywidualne zaproszenie Krzysztofa Jureckiego w ogólnopolskim sympozjum FOTOGRAFII CZAS PRZESZŁY I TERAŹNIEJSZY połączony z wystąpieniem autorskim – WDK w Legnicy

### 1989
- Wystawa indywidualna cyklu PERSPEKTYWA – Galeria KMPiK w Elblągu
- Wystawa indywidualna cyklu KSZTAŁT ŚWIATŁA – Galeria FORUM FOTOGRAFII w Łodzi; kurator art. fot.  Krzysztof J. Cichosz
- Wystawa zbiorowa - cykl PERSPEKTYWA – Biuro Wystaw Artystycznych w Jeleniej Górze; kurator art. fot. Jerzy Olek
- INTERDYSCYPLINARNA wystawa zbiorowa artystów związanych z Toruniem TUMULT’89 –  Ratusz Staromiejski - Muzeum Okręgowe w Toruniu; kurator dr Marek Żydowicz
- Zaproszenie indywidualne wystosowane przez Polską Federację Stowarzyszeń Fotograficznych do udziału w wystawie OD NAS ODBITE w dziale prezentującym wybitnych twórców młodego pokolenia – PKiN w Warszawie; wystawa nie odbyła się z powodu przełomu ustrojowego

### 1988
- Wystawa indywidualna KSZTAŁT ŚWIATŁA – Galeria 3Dni w Radomiu; kurator art. plast. Andrzej Jasiński
- Wystawa indywidualna GOTYK – KSZTAŁT I ŚWIATŁO – galeria HASIOR Muzeum Tatrzańskiego w Zakopanem; kurator Władysław Hasior – rezultatem było zaproszenie tej wystawy do Finlandii w roku 1990
- Udział w zbiorowej wystawie prac polskich artystów różnych dziedzin zorganizowanej przez Przedsiębiorstwo Państwowe SZTUKA POLSKA w Saarbrucken (RFN)
- Współpraca z AGENCJĄ AUTORÓW w Warszawie – sprzedaż barwnych fotografii reportażowych za granicę – Japonia

### 1987
- Udział na indywidualne zaproszenie (jako jedna z czterech osób) na warsztaty fotograficzne prowadzone przez art. fot. Jerzego Olka w Gierałtowie; zadany temat warsztatów: PERSPEKTYWA
- Zaproszenie do kolekcji Jerzego Olka – 100 ZDJĘĆ STU FOTOGRAFÓW; fotografia wybrana przez zapraszającego z cyklu GOTYK – KSZTAŁT I ŚWIATŁO (ŚWIATŁO W KRUCHCIE) oraz wypowiedź pisemna na temat rozumienia sztuki fotografii
- Udział w sesji naukowej poświęconej polskiej fotografii powojennej, zorganizowanej przez Instytut Historii Sztuki PAN w Warszawie połączony z prezentacją fotografii z cyklu GOTYK – KSZTAŁT I ŚWIATŁO uznanych przez Ryszarda Bobrowskiego za „Twórcze kontynuowanie polskiej tradycji fotografowania architektury”
- Udział w interdyscyplinarnych wystawach zbiorowych w ramach kolekcji polskich artystów promowanych przez PP SZTUKA POLSKA w Gandawie (Belgia) oraz w Kolonii (RFN)

### 1986
- Wystawa indywidualna GOTYK – KSZTAŁT I ŚWIATŁO – Galeria Fotografii HYBRYDY w Warszawie – najważniejsza w tamtym czasie galeria fotografii w Polsce; kurator Ryszard Bobrowski
- Udział w konkursie MŁODA FOTOGRAFIA EUROPEJSKA 1986 (na zaproszenie indywidualne z rekomendacji Ryszarda Bobrowskiego) we Frankfurcie n. Menem, RFN
- Udział w sympozjum FOTOGRAFOWIE WŁASNYCH DRÓG – SKOKI’86 oraz prezentacja autorska na zaproszenie Rady Artystycznej ZPAF i PWSSP w Poznaniu z rekomendacji Ryszarda Bobrowskiego
- Wystawa indywidualna GOTYK – KSZTAŁT I ŚWIATŁO – Muzeum Okręgowe – Dom Mikołaja Kopernika w Toruniu; kurator art. plast. Zbigniew Mikielewicz
- Ukończenie na zaproszenie dr. Bogusława Mansfelda 3-letniej pracy nad fotografiami do albumu TORUŃ dla Wydawnictwa INTERPRESS w Warszawie

### 1985
- Wystawa indywidualna GOTYCKIE WITRAŻE – Galeria DESA w Toruniu; kurator Andrzej Jankowski
- Wystawa GOTYK – KSZTAŁT I ŚWIATŁO na zaproszenie Muzeum Polskiego w Rapperswil (Szwajcaria), a także prezentacja w Bernie (pod kątem wydania albumu) oraz w Zurychu (z intencją kolejnej wystawy); kurator dr Janusz Morkowski
- Rozpoczęcie współpracy w zakresie barwnej fotografii reportażowej ze szwajcarską
- agencją fotograficzną Key-Color w Zurychu

### 1984
- Dwa wyróżnienia za fotografie czarno-białe toruńskiej starówki w Konkursie Fotograficznym TORUŃ zorganizowanym przez Towarzystwo Miłośników Torunia (ToMiTo)
- Interdyscyplinarna wystawa zbiorowa – galeria VERITAS w Warszawie – fragment cyklu MODLITWA W GOTYCKIEJ KATEDRZE
- Wystawa Indywidualna RUINY GOTYCKIEGO KOŚCIOŁA – esej fotograficzny o powstawaniu z ruin kościoła farnego (1980 – 1983) - Świecie n. Wisłą

### 1983
- Wystawy indywidualne cyklu MODLITWA W GOTYCKIEJ KATEDRZE (części cyklu później nazwanego SACRUM GOTYKU) w Wielkiej Brytanii na zaproszenie Design Department – Coventry (Lanchester) Polytechnic:
- Coventry Cathedral – rekomendacje Władysława Hasiora, który wcześniej miał wystawę indywidualną w tej katedrze
- Liverpool Metropolitan Cathedral
- Coventry (Lanchester) Polytechnic
- W związku z obowiązującym w Polsce stanem wojennym fotogramy zostały przemycone do Wielkiej Brytanii ciężarówką, która przywiozła dary dla mieszkańców Torunia do Kościoła WNMP. Z powodu restrykcji politycznych obecność autora była możliwa dopiero na trzeciej wystawie i dzięki interwencji u ambasadora PRL Jana Bisztygi, organizatora i kuratora wystawy, zaprzyjaźnionego od czasu spotkania w Toruniu przy okazji międzynarodowych obchodów 500 rocznicy urodzin Mikołaja Kopernika (INTERCOPERNICALIA) Garetha Evansa, wykładowcy Politechniki w Coventry
- Publikacja w The TIMES Higher Education Supplement (26.08.1983) na temat wystawy MODLITWA W GOTYCKIEJ KATEDRZE oraz trudnych okoliczności jej realizacji w czasie stanu wojennego w Polsce, która mogła być poczytana jako rodzaj dywersji ideologicznej w wykonaniu nauczyciela (profesora mianowanego) liceum ogólnokształcącego. Jak wyraził się w związku z odbieraniem paszportu oficer Służby Bezpieczeństwa (policji politycznej): „Nie jest bez znaczenia, kto uczy nasze dzieci”

### 1982
- Wystawa indywidualna (prapremiera cyklu) KRUCYFIKS – Duszpasterstwo Akademickie oo. Jezuitów w Toruniu; kurator o. Władysław Wołoszyn
- Wystawa zbiorowa niezależnych środowisk twórczych Torunia (działających poza cenzurą oraz w trakcie zakazu organizowania wydarzeń publicznych w czasie trwania stanu wojennego) - Galeria SPOTKANIA przy klasztorze oo. redemptorystów w Toruniu - fotografia pochodząca z cyklu KRUCYFIKS;  kurator art. plast. Bogdan Kraśniewski

### 1981/1982
- Wystawa indywidualna MODLITWA W GOTYCKIEJ KATEDRZE trwająca w czasie stanu wojennego, a w związku z tym w czasie zakazu organizowania wystaw i innych wydarzeń o charakterze publicznym w kościele klasztoru oo. dominikanów w Poznaniu; rekomendacje o. Jan Andrzej Kłoczowski

### 1981
- Ekspozycja w kruchcie kościoła Św. Ducha w Toruniu reportażu z największej w czasach PRLu niezależnej od władz demonstracji 3 maja 1981 roku na ulicach Torunia na rzecz rejestracji NSZZ SOLIDARNOŚĆ ROLNIKÓW INDYWIDUALNYCH; autor był za tę ekspozycję nieskutecznie poszukiwany przez Służbę Bezpieczeństwa, czyli przez tajną policję polityczną czasów PRL
- Wystawa indywidualna MODLITWA W GOTYCKIEJ KATEDRZE – Klub Inteligencji Katolickiej we Wrocławiu

### 1976-1981 – PIERWSZE KROKI ARTYSTYCZNE I ZAWODOWE
Rozpoczęcie pod koniec studiów przyrodniczych w roku 1976 fotografowania z intencjami artystycznymi pożyczonym ze Studenckiej Agencji Fotograficznej UMK w Toruniu aparatem średnioformatowym 6 cm x 6 cm PENTACON SIX TL produkcji Niemieckiej Republiki Demokratycznej. Ten model aparatu fotograficznego był praktycznie jedynym dostępnym w sprzedaży aparatem quasi profesjonalnym w epoce PRLu. Wykonanie tym aparatem pierwszych zdjęć do rozbudowanego cyklu nazwanego później SACRUM GOTYKU, w szczególności do jego części MODLITWY KOBIET oraz KRUCYFIKS. W 1978 roku powstała z tych fotografii pierwsza, kameralna wystawa cyklu KRUCYFIKS w salach Duszpasterstwa Akademickiego oo. Jezuitów w Toruniu 
Realizacja tym właśnie aparatem w roku 1977 reportażu o demontażu wystawy Władysława Hasiora w BWA w Toruniu oraz wykonanie w plenerze jego portretu, który zyskał znaczące uznanie do tego stopnia, że był kilkakrotnie publikowany bez zgody autora; również docenienie i wsparcie dla działań fotograficznych ze strony Mistrza
W roku 1979 odbyła się pierwsza wystawa indywidualna p.t. PARK JESIENIĄ w filii Książnicy Kopernikańskiej w Toruniu; kustosz Elżbieta Wykrzykowska. Zdjęcia wykonane zostały aparatem małoobrazkowym ZENITH – B w roku 1976. Odbitki wykonane osobiście w dużym jak na ówczesne możliwości autora formacie 24 cm x 30 cm.
Był to też okres prób zmierzenia się z fotografią prasową poprzez publikowanie ich drukiem w lokalnych gazetach Torunia: głównie NOWOŚCI oraz Ilustrowany Kurier Polski
Zablokowanie przez władze PRLu w grudniu roku 1978 wyjazdu na przyrodnicze studia doktoranckie z rekomendacji prof. Rajmunda Galona oraz dr hab. Ludmiły Roszko (oboje byli wykładowcami w Instytucie Geografii UMK w Toruniu) na amerykańskim uniwersytecie w Honolulu na Hawajach oraz poważny wypadek alpinistyczny w maju 1980 roku i lekarski zakaz dalszego uprawiania wspinaczki przesądziły o podjęciu ostatecznej decyzji próby zmiany zawodu z przyrodnika na fotografika.